# Contrat de mariage islamique

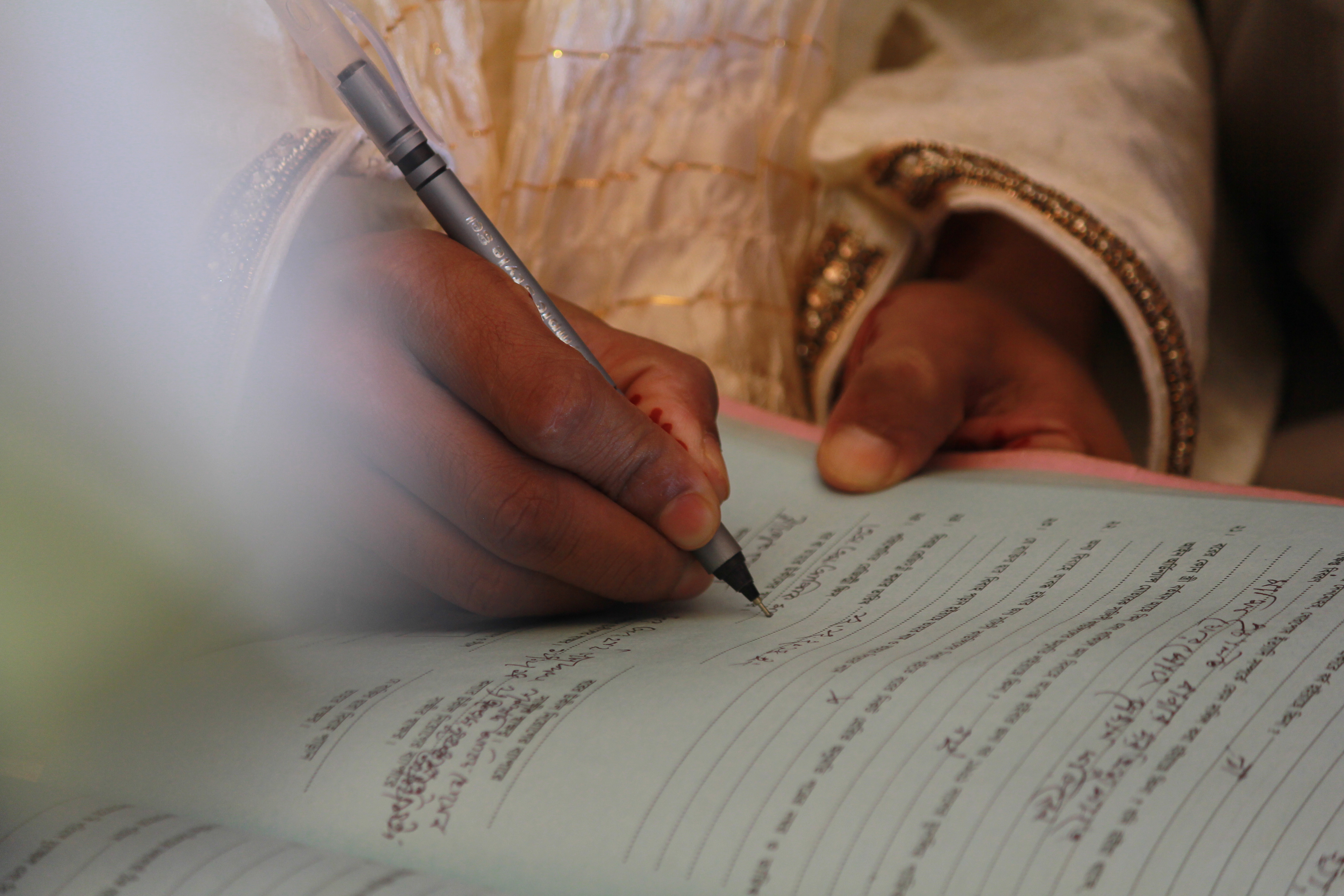
Le marié signe les documents de mariage au Bangladesh.

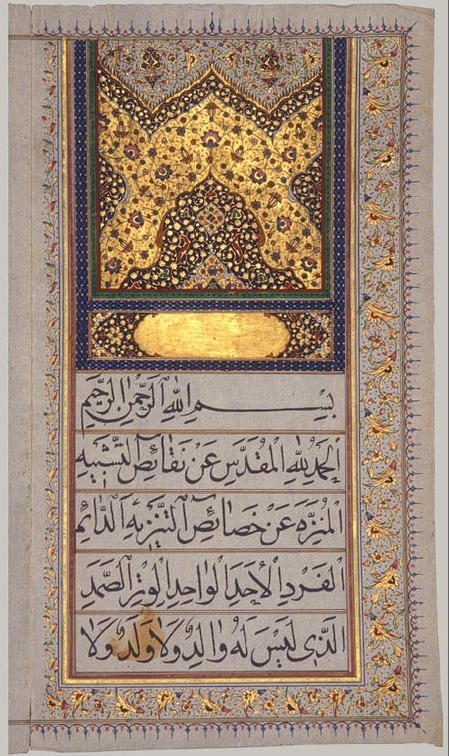
Un contrat de mariage islamique de 1874.

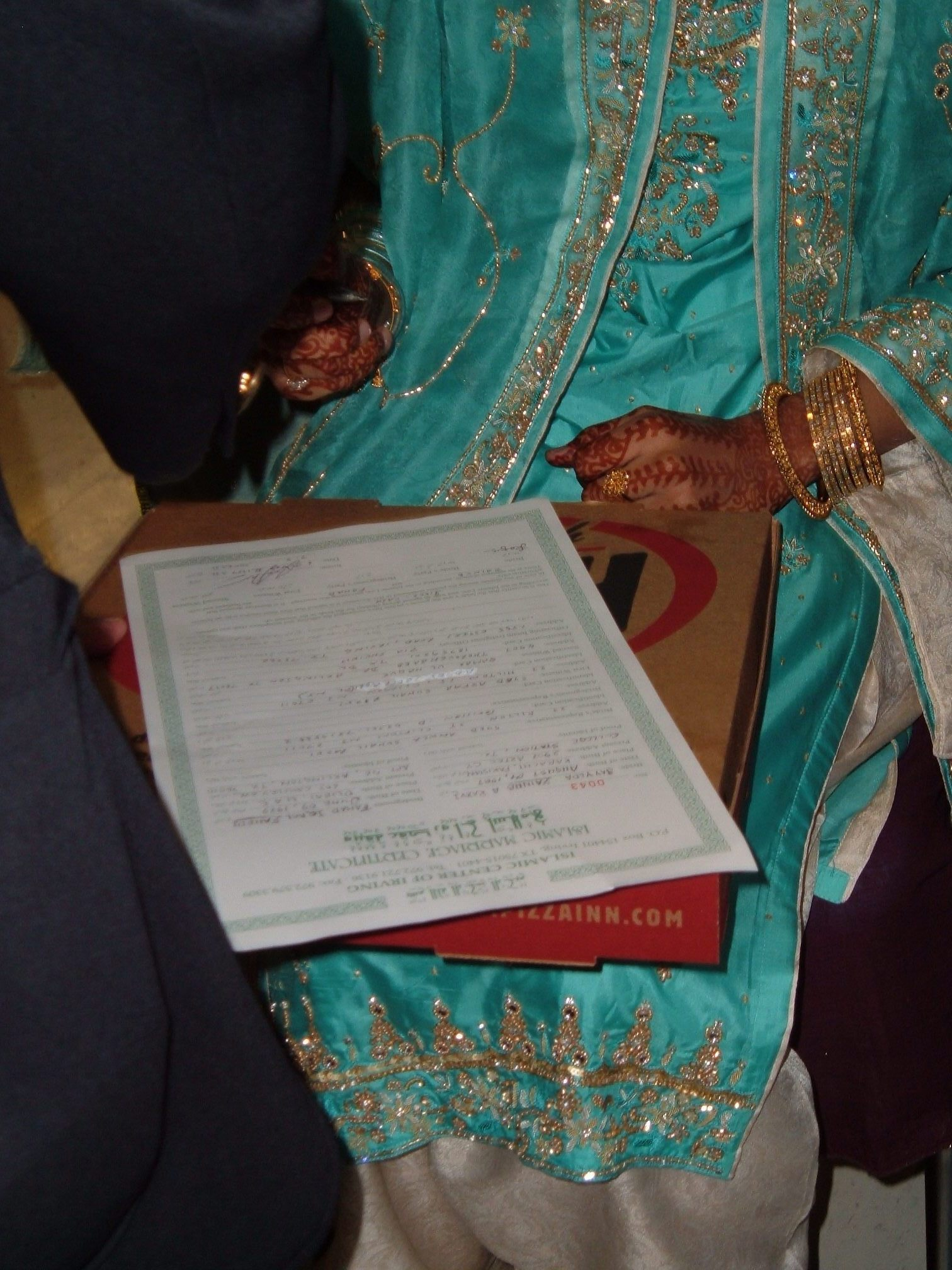
Une mariée signe le nikah nama (contrat de mariage).

Un contrat de mariage islamique définit les droits et les responsabilités du mari et de la femme ou d'autres parties impliquées dans les procédures de mariage en vertu de la charia. Il est considéré comme faisant partie intégrante d'un mariage islamique. La question de savoir s'il est considéré comme un contrat formel et contraignant dépend de la juridiction. Les contrats de mariage islamiques ne sont pas admissibles en droit anglais, ni en droit américain. Pour cette raison, certains officiants de mariages islamiques ne les célèbrent qu’une fois que les couples ont été légalement marié devant un tribunal.

## Témoignage
Dans l’islam sunnite, un contrat de mariage doit avoir au moins deux témoins. La présence de ces témoins est essentielle à la validation du mariage et sert également de protection contre les soupçons de relations adultères.
Dans l'islam chiite, il n'est pas nécessaire d'être témoin d'un mariage. On pense également que le mariage temporaire, ou Nikah Mut'ah  (un type de contrat aux exigences plus souples), était interdit dans l'islam sunnite ; la nécessité d'être témoin a été introduite par les califes sunnites, en particulier Omar, pour s'assurer qu'aucun couple ne s'engageait dans une union secrète.

## Autorisation
Les mariages ne sont généralement pas célébrés dans les mosquées car les hommes et les femmes sont généralement séparés pendant la cérémonie, cela est fonction du pays et de la culture de l'endroit où le mariage a lieu et également des parties concernées. Dans l'islam sunnite, il n'y a pas de clergé officiel, de sorte que tout musulman qui comprend la tradition islamique peut être l'officiant du mariage. Toutefois, si un mariage musulman est célébré dans une mosquée, un officiant de mariage, appelé qadi, qazi ou madhun (arabe : مأذون )</link>), peut présider le mariage.

## Contrat
Depuis l’avènement de l’Islam, les droits des femmes ont radicalement changé si on se réfère à leur situation dans la société du vingt-et-unième siècle. Avant l'avènement de l'islam, les hommes étaient autorisés à se marier ou à divorcer quand bon leur semblait, ce qui entraînait un certain nombre de problèmes au sein de la société.
Le Coran stipule qu'il faut aimer son mari ou sa femme, mais le divorce n'est pas interdit. Les hommes sont plus à même de divorcer des femmes que les femmes de divorcer des hommes, car les maris peuvent divorcer unilatéralement de leurs épouses, tandis que la seule voie unilatérale que les épouses peuvent emprunter consiste à saisir les tribunaux pour obtenir l'annulation de leur mariage. Les modes de vie des hommes et des femmes à la suite d'un divorce sont très différents : les femmes doivent faire une période d'abstinence et rester célibataires pendant un certain temps. Cette période d'abstinence et de célibat permet au père, si la femme était enceinte avant le divorce, de savoir si l'enfant à naître lui appartient ou non.

## Type et contenu
(juillet 2025).
Si vous disposez d'ouvrages ou d'articles de référence ou si vous connaissez des sites web de qualité traitant du thème abordé ici, merci de compléter l'article en donnant les références utiles à sa vérifiabilité et en les liant à la section « Notes et références ».
Parmi les stipulations qui peuvent figurer dans le contrat de mariage, on peut citer l'abandon ou l'exigence de certaines responsabilités. Le contrat peut également être utilisé pour réglementer la relation physique du couple, si nécessaire[réf. nécessaire].
Le contrat de mariage peut également préciser où le couple vivra et si la première femme autorisera ou non le mari à prendre une seconde épouse sans son consentement. La femme a le droit de demander le divorce (khula). Elle restitue ou non la dot (mahr), selon la raison du divorce. L'homme a le droit de divorcer. Le contrat de mariage ressemble quelque peu aux accords de mariage négociés autrefois pour les mariées occidentales de la classe supérieure, concernant la séparation des biens, mais il peut s'étendre à des questions non financières généralement ignorées par les accords de mariage ou les accords prénuptiaux.

## Objectifs
L'un des principaux objectifs du contrat est de rendre les rapports sexuelslégaux. Cette affirmation est étayée par divers hadiths et citations :
Sahih Bukhari, Livre 62, #81,:
- D'après 'Uqba : Le Prophète ( paix et bénédiction d'Allah sur lui ) a dit : « Les stipulations [du contrat de mariage] qui doivent être le plus respectées sont celles qui vous donnent le droit de jouir des parties intimes (de la femme) ».

Al-Mughni (par Ibn Qudaamah), Kitab al Nikah:
- ... Le Prophète (sur lui la paix et le salut) a dit: « La plus méritante des conditions à remplir est celle par laquelle les rapports sexuels vous deviennent permis ».

Cité dans (Al Aqad, 2014), la traduction des contrats de mariage est problème courant qui est dû aux variétés de mots synonymes dans le système juridique arabe qui n'ont pas d'équivalence dans le système anglais en termes de contrats de mariage, tels que : مهر, شبكه, صداق - Mahr, Shabkah, Sadaq- (dot), alors que tous ces exemples sont attribués et reconnus par la culture et la tradition de la langue arabe.

## Mariage interconfessionnel
(juillet 2025).
Si vous disposez d'ouvrages ou d'articles de référence ou si vous connaissez des sites web de qualité traitant du thème abordé ici, merci de compléter l'article en donnant les références utiles à sa vérifiabilité et en les liant à la section « Notes et références ».
Le mariage interconfessionnel est un concept en plein essor depuis quelques années. Toutefois, selon le Coran, les femmes musulmanes ne doivent épouser que des hommes musulmans, ce qui peut entraîner des problèmes au sein et en dehors de la famille. Bien que les hommes musulmans soient techniquement autorisés à épouser des femmes musulmanes, chrétiennes, juives (et, selon une minorité zoroastriennes), alias les Ahl-al-Kitab (gens du Livre), cette pratique est fortement déconseillée, au point que certains érudits (principalement de l'école Hanbali de Fiqh)  ont statué que cette autorisation ne s'appliquait qu'au Dar-ul-Islam (une communauté où l'islam est dominant et où les valeurs islamiques sont présentes). Même ces mariages sont soumis à plusieurs restrictions (comme le fait que les enfants doivent être élevés dans la religion musulmane), ce qui rend souvent un tel mariage impraticable[réf. nécessaire].
L'un des principaux problèmes du mariage interconfessionnel, tel qu'il est perçu dans la communauté islamique, est la crainte d'abandonner sa foi ou que ses enfants ne grandissent pas dans cette foi. Un autre problème qui peut se poser est le conflit direct entre les deux personnes mariées si leurs traditions religieuses s'opposent l'une à l'autre, ce qui conduit à un débat sur la religion qui devrait être la plus importante dans la relation.